# Salish della costa
Salish della costa (Coast Salish in lingua inglese) è il nome con cui ci si riferisce culturalmente ed etnograficamente a un sottogruppo delle Prime nazioni in Columbia Britannica, in Canada e tra le culture native americane a Washington e in Oregon negli Stati Uniti, formato da gruppi etnici che parlano le lingue salish della costa (sebbene i Nuxalk (Bella Coola) siano inclusi etnograficamente, il loro linguaggio non è classificato dal punto di vista linguistico come appartenente alla famiglia delle lingue salish della costa).
Le lingue salish della costa fanno parte della famiglia delle Lingue salish ma non c'è nessuna lingua  o popolo chiamato Coast Salish.

## Gruppi
- Tsleil-Waututh ("Burrard Inlet")
- Stz'uminus
- Comox
  - Homalco
  - Klahoose
  - Tla A' min (Sliammon)
- Cowichan (Quw'utsun, Khowutzun, Cowichan)
  - Clemclemaluts (L'uml'umuluts)
  - Comiaken (Qwum'yiqun')
  - Khenipsen (Hinupsum)
  - Kilpahlas (Tl'ulpalus)
  - Koksilah (Hwulqwselu)
  - Quamichan (Kw'amutsun)
  - Somena (S'amuna')
- Cowlitz (Kawlic - solo Cowlitz meridionali, i settentrionali sono Sahaptian)
- Duwamish (Dkhw'Duw'Absh)
- Esquimalt
- Halalt
- Klallam
  - Lower Elwha
  - S'Klallam
  - "Port Gamble"
  - Scia'new ("Beecher Bay")
- Lamalchi (Lamalcha)
- Lummi (Lhaq'temish)
- Malahat (MÁLEXE?)
- Muckleshoot (Bəpubšł)
- Musqueam
- Nanaimo (Snuneymuxw)
- Nanoose (Snaw Naw As)
- Nisqually (Sqwaliʼabš)
- Nooksack (Noxws'a7aq)
- Nuxalk
- Penelakut
- Pentlatch
- Puyallup (Spuyaləqəlpubšut)
- Qualicum
- Quinault
- Saanich (WSANEC)
  - Becher Bay
  - Esquimalt
  - Malahat
  - Pauquachin (BOḰEĆEN)
  - Semiahmoo
  - Sooke (T'sou-ke)
  - Tsartlip (W̱JOȽEȽP)
  - Tsawout (ȾÁ,UTW̱)
  - Tseycum (W̱SÍKEM)
- Sacakałəbš
- Sammamish (Sʼabš)
- Sawhewamish (Sʼəhiwʼabš)
- Semiahmoo (SEMYOME)
- Shishalh (Sechelt)
- Siletz
- Skagits
  - Lower Skagit (Whidbey Island Skagits)
  - Upper Skagit
- Skokomish (Twana)
- Snohomish (Sduhubš)
- Snoqualmie (Sduqwalbixw)
- Songhees (Lekwungen)
- Squamish (Sḵwxwú7mesh)
- Squaxin
- Stillaguamish
- Stó:lõ
  - Aitchelitz
  - Chawathil
  - Cheam
  - Kwantlen
  - Katzie
  - Leq' a: mel
  - Matsqui
  - Popkum
  - Seabird Island
  - Shxw'ow'hamel
  - Skway (Shxwhá:y)
  - Skowkale
  - Skwah
  - Soowahlie
  - Sts'Ailes (Chehalis, BC)
  - Sumas
  - Tzeachten
  - Yakweakwioose
- Suiʼaẋbixw
- Suquamish (Suqwabš)
- Swinomish
- Tillamook (Nehalem)
- Tsawwassen
- Tulalip (dxwlilap)
- Xacuabš